# Contea di Upson
La contea di Upson (in inglese Upson County) è una contea dello Stato della Georgia, negli Stati Uniti. La popolazione al censimento del 2000 era di 27 597 abitanti. Il capoluogo di contea è Thomaston.